# Lakeside Leisure Complex
Der Lakeside Leisure Complex ist ein Komplex mit Hotel sowie Konferenz-, Unterhaltungs- und Freizeiteinrichtungen in Frimley Green im Westen Surreys. Der sich innerhalb des Hotels befindende Lakeside Country Club war von 1986 bis 2019 jährlich im Januar Austragungsort der BDO World Darts Championship. Ab 2001 wurde zudem ein Damenturnier abgehalten. Er besitzt daher bei vielen Anhängern des Dartsports einen gewissen Kultstatus.

## Geschichte
Der Komplex wurde 1972 gegründet, als Bob Potter (geboren 1928) das Wharfenden House und das umliegende Gelände sowie den nahegelegenen See kaufte. Bald verdoppelte er die Halle des Lakeside Country Club auf 1000 Sitzplätze, hauptsächlich um Comedians und Musikern, die nicht selten international gefeiert wurden, eine angemessene Bühne zu bieten. Das Lakeside erfuhr noch im selben Jahr einen Brand und musste wiedereröffnet werden.
Während der 25. Austragung der BDO World Darts Championship im Jahr 2010 war der See bis zum 7. Januar weitgehend vereist. An diesem Tag wurde die Leiche eines Mannes gefunden, der während der Wettkampfwoche Hotelgast war. Das Unternehmen Bob Potter Leisure Limited wurde wegen Gesundheits- und Sicherheitsverstößen mit einer Geldstrafe von £ 85.000 belegt.

## Veranstaltungen
Das Lakeside wurde 1986 zum Austragungsort der World Darts Championship. Der Club sponserte die Veranstaltung zudem von 2004 bis 2019. Seit 2022 wird hier die neue WDF World Darts Championship ausgetragen.
Zudem waren hier unter anderem Tommy Cooper, Morecambe and Wise, Sammy Davis, Jr., Frankie Vaughan and Bob Monkhouse zu sehen.
Die 1987 abgehaltene „Small Business Bureau Conference“ wurde von den Organisatoren als die großartigste Unternehmenskonferenz in Europa bezeichnet.

## Einrichtungen

### Hauptveranstaltungsort
Der größte Veranstaltungsort ist das Main Cabaret Suite, das über eine Kapazität von 1.170 Plätzen, inklusive Konferenz- und Banketteinrichtungen, verfügt.

### Andere
- the Canal Suite (Kapazität: 350)
- the State Suite (Kapazität: 100)
- Bob’s Bar
- the Sharman Suite
- the Wine Bar

Mitglieder verschiedenster Vereine und Clubs sind willkommen. Es ist zudem ein Hotel und eine Auswahl an Restaurants mit Snooker, Billard, Darts, Bowling, Squash, Bars, einem Nachtclub und einem gut ausgestatteten Fitnessstudio zu finden. In der Nähe des Dorfes können Kanalkähne für Tagesausflüge entlang des Basingstoke-Kanals gemietet werden. Auch Golfplätze sind in der Nähe vorhanden.

## Sonstiges
Der berühmte britische Darts-Kommentator Sid Waddell blickte auf die frühe Ära des Darts zurück, als Lakeside „der wohl beste Club Großbritanniens“ war (sinngemäße Übersetzung):
„Tom Jones, Jim Davidson und andere Stars füllten den Club, während sogar Margaret Thatcher sagte, es sei einer ihrer Lieblingsorte für Tory-Jollies.“
Es wird angenommen, dass Potter und seine Einrichtungen Peter Kays komödiantische Business-Saga Phoenix Nights inspiriert haben, dessen Figur Brian Potter heißt.